# Жале
Жале́ (фр. Jalhay, валлон. Djalhé, нидерл. Gelhaag, нем. Galbach) — коммуна в Валлонии, расположенная в провинции Льеж, округ Вервье. Принадлежит Французскому языковому сообществу Бельгии. На площади 107,75 км² проживают 7953 человека (плотность населения — 74 чел./км²), из которых 50,07 % — мужчины и 49,93 % — женщины. Средний годовой доход на душу населения в 2003 году составлял 12 980 евро.
Почтовый код: 4845. Телефонный код: 087.